# 機器性玩偶
《機器性玩偶》是一部由福居精进執導的1991年日本賽博龐克恐怖電影。

## 剧情
匹诺曹964号是一个被抹去记忆的性奴隸賽博格，因为无法保持勃起而被主人赶走。目前还不清楚他除了没有记忆和无法交流外，还被修改了哪些方面。他在城市中漫无目的地游荡时，被无家可归的女孩卑弥子发现。卑弥子也被抹去了记忆，可能是由生产匹诺曹的同一家公司所为，但她的功能完全正常。卑弥子整天都在绘制城市地图，以帮助其他被抹去记忆的人。
卑弥子把匹诺曹带回家，开始教他说话。经过一番努力，他取得了突破性进展，终于意识到自己的处境。这时，他的身体爆发出一种莫名其妙的蜕变，很明显，他的改造并不只是简单的失忆，要复杂得多，也神秘得多。卑弥子也开始转变，不过是以更微妙的方式。

## 发行
2007年，Unearthed Films在美国发行了该片的DVD。该片以独立DVD的形式发行，也与福居精进的《橡膠靈魂》一起收入賽博龐克合集（Cyberpunk Collection）。這兩個版本目前都已絕版。